# Paolo Galletti (nuotatore)
Paolo Galletti (Firenze, 7 marzo 1937 – Tavarnelle Val di Pesa, 25 aprile 2015) è stato un nuotatore e pittore italiano.
È stato uno dei migliori nuotatori italiani raggiungendo il prestigioso traguardo della finale alla XVII Olimpiade di Melbourne del 1956; partecipando poi anche alle Olimpiadi di Roma nel 1960. Fortissimo nelle lunghe distanze dello Stile libero sia in Italia che in Europa; dal 1961, dopo aver ammirato un'eclissi solare, ha coltivato il suo talento per la pittura, svolgendo l'attività di pittore a Tavarnelle Val di Pesa sulle colline del Chianti, nella zona del Palestro, fino alla morte avvenuta nel 2015.

## Palmarès
nota: questa lista è incompleta
| Giochi olimpici          | 400 m st. libero         | 1500 m st. libero         | 4 x 200 m st. libero                     |
| 1956 Melbourne Australia | ---                      | ---                       | 7º - 8'46"2 frazione: 2'13"4             |
| 1960 Roma Italia         | elim. in batteria 4'36"6 | elim. in batteria 20'28"2 | el. in batteria: 8'38"1 frazione: 2'07"1 |
| Campionati europei       | 400 m st. libero         | 1500 m st. libero         | 4 x 200 m st. libero                     |
| 1958 Budapest Ungheria   | Bronzo 4'38"1            | 5º 18'45"0                | Argento: 8'41"2 frazione: 2'12"2         |

### Campionati italiani
11 titoli individuali, così ripartiti:
- 4 nei 400 m stile libero
- 6 nei 1500 m stile libero
- 1 nei 100 m dorso

| Anno | Edizione    | 400 m st. libero | 1500 m st. libero | 100 m dorso |
| ---- | ----------- | ---------------- | ----------------- | ----------- |
| 1956 | Primaverili | -                | 1                 | -           |
| 1956 | Estivi      | -                | 1                 | 1           |
| 1958 | Primaverili | 1                | 1                 | -           |
| 1958 | Estivi      | 1                | 1                 | -           |
| 1959 | Primaverili | 1                | 1                 | -           |
| 1959 | Estivi      | 1                | 1                 | -           |